# Evangeljska harmonija
Evangeljska harmonija ali četverni evangelij v enem je združitev štirih kanoničnih evangelijev v eno samo besedilo. Vsak evangelij zase je poteza na Jezusu, vsi štirje pa celovita podoba Jezusa, zato je že zelo stara želja, da bi spoznali Jezusa v enem evangeliju. Takšno zlitje evangelijev v enega se imenuje evangeljska harmonija.
Harmonija ni evangelij v izvirni obliki, je pa sestavljen iz evangeljskih besed, pripovedi, ki so iztrgane iz izvirnih evangelijev. V slednjih dogodki niso zapisani v zaporedju, kakor so se zgodili, v harmoniji pa so urejeni kronološko - ustrezajo dejanskemu poteku Kristusovega življenja. Drugi namen harmonije pa je, da združi ponavljajoče se dele evangelijev v eno zgodbo, pri čemer vse podatke ohrani.

## Evangeljske harmonije v zgodovini
Prvo harmonijo je sestavil okrog leta 170 n. št. Tacijan (Tatian), ki je bil učenec svetega Justina. Imenovala se je Diatessaron (namreč evangelion), zato Evangelij iz štirih (evangelijev). Za njo jih je nastalo še več, posebno v srednjem veku. Posebno znana je Monotessaron, unum de quatuor, ki jo je sestavil Gerson († 1429), in harmonija, ki jo je sestavil Osiander († 1537), za katero pravijo, da je tako popolna, da ni izpustil v njej prav nobene evangeljske besede.

## Slovenske evangeljske harmonije
Prvo slovensko harmonijo je sestavil leta 1888 Ivan Skuhala, župnik v Ljutomeru, in jo je naslovil Življenje Jezusa Kristusa po besedah svetih evangelijev. Za njim je Janez Evangelist Krek razlagal v Zgodbah svetega pisma (1903 - 1912) evangelije harmonično. Sam pravi, da je sestavil harmonijo »strogo po besedah sv. pisma«. In res, Krek prav nič ne izpušča. Celotna besedila evangelijev tako spretno povezuje, da je v tem pogledu njegova harmonija prava umetnina. Najbolj prepričljiv dokaz za to so Krekova usklajena vstajenska poročila.
Med 2. svetovno vojno (1943) je izdal dr. Andrej Snoj, profesor Nove zaveze na Ljubljanski Teološki fakulteti,  evangeljsko harmonijo z naslovom Jezus Kristus in že z naslovom povedal, da je z evangeljskimi besedami zapisal Jezusov življenjepis. Njegova harmonija je v razvrstitvi evangeljskih dogodkov povsem enaka Krekovi.
Zadnja napisana harmonija je iz leta 1993 in je delo profesorja Franceta Rozmana. Napredejša je v tolikor, da je besedilo vsakega evangelija natisnjeno v posebni barvi. Tako vsakdo takoj vidi, iz katerih evangelijev je sestavljena evangeljska pripoved v harmoniji. Evangeljskim pripovedim so dodane vzporedne pripovedi iz drugih novozaveznih knjig, s čimer je pokazano, kako so evangeljski dogodki odmevali v prvi Cerkvi. Takoj zatem pa so navedena vzporedna mesta iz nenavdihnjene (apokrifne) književnosti, povečini evangeljske. Omeniti še velja, da je zares natančno sestavo besedila omogočil šele računalnik.

### Primer iz Rozmanove harmonije
Barve, ki prestavljajo ozadje besedam, označujejo njihov izvor:
- Evangelij po Mateju
- Evangelij po Marku
- Evangelij po Luku
- Evangelij po Janezu

Jezus gre z učenci proti Oljski gori

(Jn 18,1; Mt 26,30.37a; Mr 14,26.33a; Lk 22,39-41a)
Ko je Jezus to povedal in so odpeli zahvalno pesem, je s svojimi učenci odšel čez Hudournik Cedron. Kakor po navadi se je napotil proti Oljski gori. Medtem pridejo na pristavo, ki se imenuje Getsemani, in jim reče: Sédite tukaj, medtem stopim tja, da bom molil. Tam je bil vrt in stopil je vanj, sam in njegovi učenci Peter, Jakob in Janez. Ko je prišel tja, jim je rekel: Molite, da ne pridete v skušnjavo! Sam pa se je oddaljil od njih približno za lučaj kamna.